# Adolf Julius Merkl
Adolf Julius Merkl (* 23. März 1890 in Wien; † 22. August 1970 ebenda) war ein österreichischer Staats- und Verwaltungsrechtswissenschafter. Er war als Schüler von Hans Kelsen und mit diesem einer der wichtigsten Vertreter der Wiener Rechtstheoretischen Schule. Merkl war von 1932 bis 1938 und wieder ab 1950 Universitätsprofessor an der Universität Wien, dazwischen von 1943 bis 1950 an der Eberhard-Karls-Universität Tübingen.

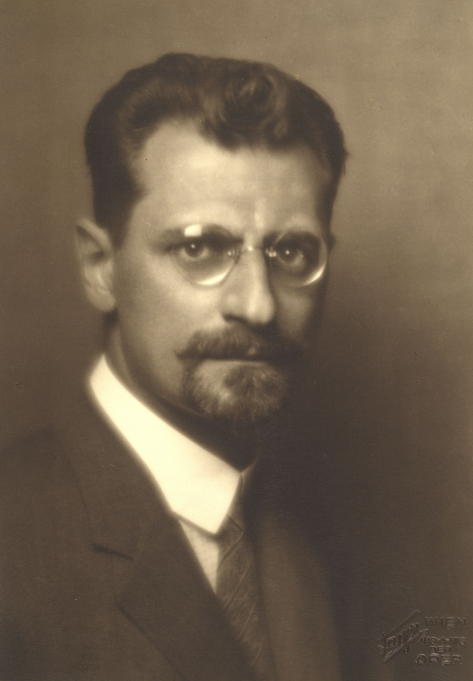
Porträtfoto von Georg Fayer (1927)

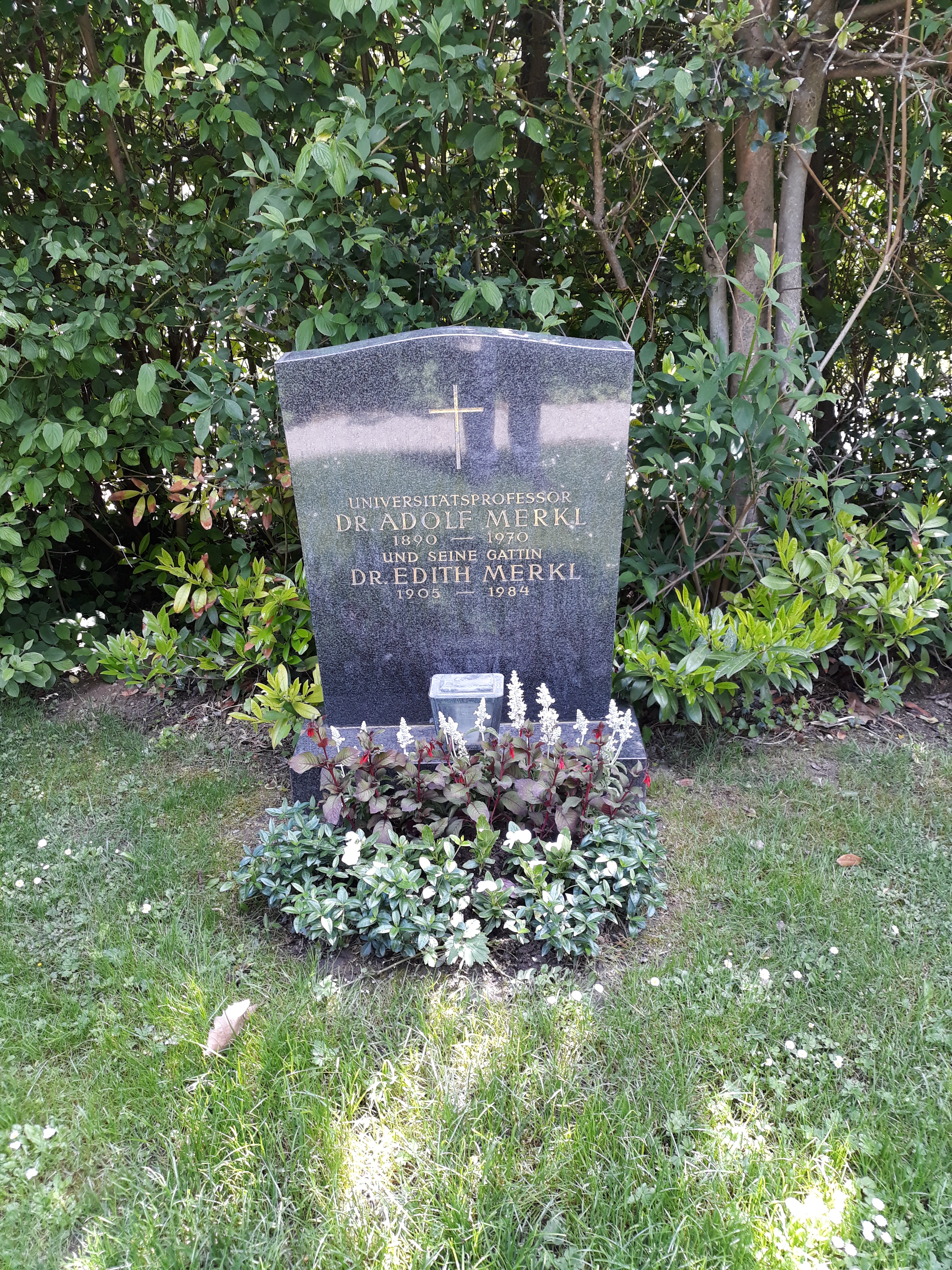
Das Ehrengrab von Adolf Julius Merkl und seiner Ehefrau Edith geborene Wieninger auf dem Zentralfriedhof Wien

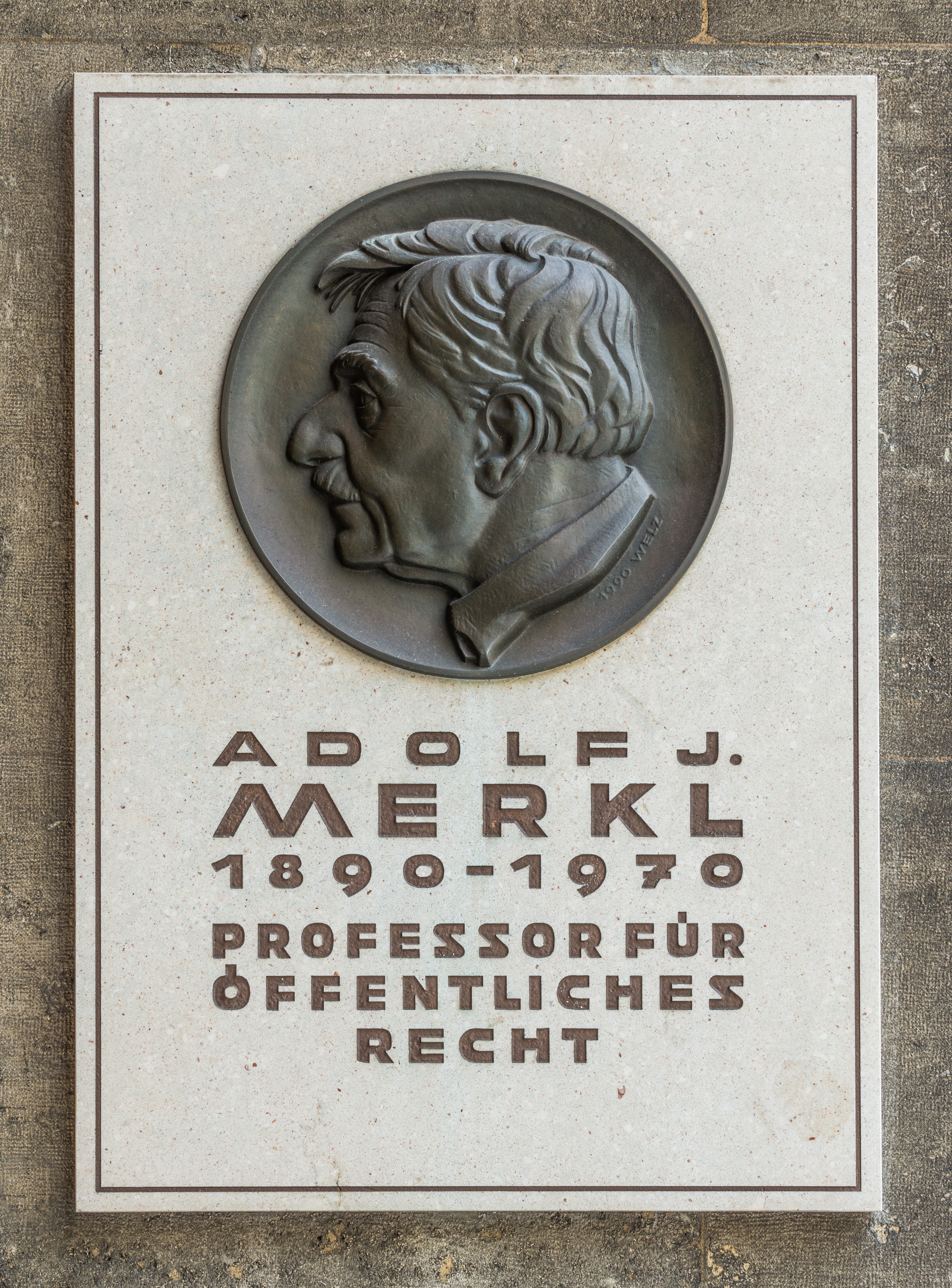
Gedenktafel im Arkadenhof der Universität Wien von Ferdinand Welz

## Wirken
Mit seinen Arbeiten zum Stufenbau der Rechtsordnung hat Merkl maßgeblich zum Erfolg der Reinen Rechtslehre als Hilfe zum Verstehen des Zusammenhangs von Normen einer Rechtsordnung beigetragen. Merkl legte dar, dass jeder Rechtsakt sowohl rechtserzeugende als auch rechtsvollziehende Elemente aufweist. So setzt ein Urteil, innerhalb des vom Gesetz vorgegebenen Rahmens, Recht und vollzieht es nicht bloß. Ein einfaches Gesetz vollzieht auch (Verfassungs-)Recht, da es nur innerhalb des vom Verfassungsgesetz vorgegebenen Rahmens gesetzt werden kann. Merkl nannte dies die „Janusköpfigkeit“ oder das „doppelte Rechtsantlitz“ des Rechtsakts. Innerhalb des positiven Rechts kann somit nicht exakt zwischen Rechtsetzung und Vollziehung unterschieden werden.
Während sich ein anderer Kelsen-Schüler, Alfred Verdroß, schon früh vom Rechtspositivismus Hans Kelsens abwandte und die naturrechtlich geprägte Wiener Schule des Völkerrechts und der Rechtsphilosophie begründete, wandte sich Adolf Julius Merkl erst aufgrund seiner Erfahrungen mit autoritären und totalitären Regimen vom reinen Rechtspositivismus ab und trat leidenschaftlich für die Ergänzung der Rechtstheorie durch eine Rechtsethik ein.
Merkls Ehrengrab befindet sich auf dem Wiener Zentralfriedhof (Gruppe 32 C, Nummer 56).

## Auszeichnungen
- 1961 Ehrendoktorwürde der Universität Innsbruck[2]
- 1967 Ehrendoktorwürde der Universität Salzburg
- 1968 Preis der Stadt Wien für Geisteswissenschaften